# Гірнича промисловість Португалії
Гірнича промисловість Португалії

## Загальна характеристика
На межі ХХ-XXI століть частка гірничодобувної промисловості в структурі ВВП країни невелика (бл. 1%). Основні галузі гірн. промисловості — видобуток вольфрамових руд і інших кольорових металів, піриту, залізних руд. Більшість великих гірничих підприємств знаходиться у власності держави. Зокрема, добувають вугілля, олово, титан, тантал, вольфрам, мідь, золото і срібло, уран, нерудні корисні копалини (камінь, глини, пісок) — див. табл. 1. Найбільші рудники розташовані на півночі країни. На початку XXI століття Португалія значною мірою була сфокусована на видобутку дорогоцінних і базових металів, переважно золота, міді і цинку.
Таблиця 1. — Динаміка видобутку основних видів мінеральної сировини в Португалії, т*
| Корисні копалини         | Запаси       | Запаси   | Вміст корисного компоненту в рудах, % | Частка у світі, % |
| Корисні копалини         | Підтверджені | Загальні | Вміст корисного компоненту в рудах, % | Частка у світі, % |
| Барит, тис. т            | 100          | 100      | 85 (BaSO4)                            |                   |
| Оксид берилію, тис. т.   | 2,4          | 3        | 0,1 (ВеО)                             | 1,1               |
| Вольфрам, тис. т         | 25           | 25       | 0,4 (WO3)                             | 1                 |
| Залізні руди, млн т      | 350          | 700      | 37(Fe)                                | 0,2               |
| Золото, т                | 5            | 45       | 4 г/т                                 |                   |
| Мідь, тис. т             | 2600         | 4665     | 7,75 (Cu)                             | 0,4               |
| Пентоксид ніобію, тис. т | 1            | 2        | 0,15 (Nb2O5)                          | 0,01              |
| Олово, тис. т            | 70           | 85       | 2,6                                   |                   |
| Свинець, тис. т          | 1500         | 2000     | 1,2 (Pb)                              | 1,2               |
| Срібло, т                | 6500         | 8000     | 40 г/т                                | 1,2               |
| Пентоксид танталу, т     | 150          | 200      | 0,03 (Та2O5)                          | 0,2               |
| Вугілля, млн т           | 72           | 118      |                                       |                   |
| Цинк, тис. т             | 4500         | 6000     | 4,4 (Zn)                              | 1,6               |
| Уран, тис. т             | 7,3          | 8,75     | 0,08                                  | 0,3               |

## Окремі галузі
Видобуток вугілля в Португалії незначний. В кінці XX століття діяла шахта «Пежан», де розроблялися два пласти крутого падіння. Перспективним є видобуток енергетичного вугілля відкритим способом на родовища Ріу-Майор для постачання електростанцій. Низькосортний антрацит добувається поблизу міста Порту. Португалія імпортує вугілля.
Олово, мідь і цинк. Португалія має на початку XXI століття тільки два основних рудники металічних корисних копалин (к.к.): Neves-Corvo (в південному регіоні Алентежу) і Panasqueira (в східно-центральному регіоні країни). На Neves-Corvo видобувають мідь і олово. Оператор — Sociedade Mineira de Neves-Corvo, SA (Somincor), СП між португальською компанією Empresa de Desenvolvimento Mineiro (EDM) з 51% і Rio Tinto з 49%.
Копальня Neves-Corvo — один з основних центрів видобування металічних к.к. в Західній Європі. Експлуатується понад з 1988 року. На кінець 2001 року має геологічні запаси, к.к., що включають: 32.5 млн т мідних руд з сер. вмістом 5,05% Cu; 1.6 млн т олово-мідних руд з вмістом 9,95% Cu і 2,38% Sn; і 50.4 млн т комплексних руд з вмістом 5,99% Zn. Виробництво досягло піка 2.3 млн т руди в 1998. У 2001 на Neves-Corvo видобуто 2.0 млн т олов'яних і мідних руд, вироблено 344,3 тис.т мідних концентратів (24.1% Cu) і 2,1 тис.т олов'яних концентратів (57.4% Sn). Концентрати через порт Сетубал, що за 50 км на південь від Лісабона, експортуються в країни світу. Прибуток у 2000 році склав 8,5 млн. євро.
Видобуток уранової руди в П. ведеться понад 90 років. Уран добувається в двох рудних вузлах: Уржейріса і Гуарда. Руда збагачується.
Видобуток залізняку найбільш інтенсивно проводився у 1938-60 роках. Наразі зараз він незначний. Родовища залізняку розробляють у східній частині долини річки Дору.
Вольфрам. На кінець XX ст. П. — провідний продуцент вольфрамових концентратів у Зах. Європі. Розробка вольфрамових руд здійснюється на рудниках «Панашкейра» (Panasqueira) та «Борралья». Попутно вилучають мідь і срібло. Концентрати вольфрамових руд експортуються.
Підземний вольфрамовий рудник Panasqueira експлуатується Beralt Tin & Wolfram — дочірнім підприємством фірми Avocet Plc з Великої Британії. З 2002 року внаслідок нестійких світових цін на вольфрамову сировину фірма Avocet вирішила сфокусувати свою діяльність на видобутку золота. За 12 місяців до 31 березня 2002 року Panasqueira виробив 90,0 тис. т концентратів вольфраму з 1,3 тис.т власне вольфраму.
Видобуток руд інших кольорових металів. П. — експортер піриту. При отриманні піритових огарків з піриту вилучають мідь, цинк, свинець, олово, срібло, золото.
Розробка неметалічних корисних копалин здійснюється в кінці XX століття близько 350 гірничодобувними підприємствами, які добувають вапняк, мармур, граніт, кислий порфір, габро, нефеліновий сієніт, барит, лепідоліт, кам. сіль, діатоміт, польовий шпат, гіпс, кварц, тальк. Осн. вид експорту — вироби з мармуру (блоки, плити). Гол. споживачі — Італія, Іспанія, ФРН.

## Геологічна служба. Наукові установи. Підготовка кадрів. Друк
Геологічні роботи в Португалії здійснюють: Геологічна служба Португалії та Служба розвитку гірничої промисловості. Розвідка, експлуатація і переробка знаходяться у веденні окружних управлінь, наприклад, Окружного управління гірничих робіт північних районів. Єдиного науково-координаційного центра в Португалії немає. Держава фінансує дослідження через мін-ва і спец. наукові центри. Крім того, наукові дослідження ведуться Лісабонською АН (засн. в 1779 році), Португальською асоціацією розвитку науки, науковими товариствами і приватними фірмами. Основні періодичні видання в галузі геології і гірничорудної справи: «Publicaçãо da Direcção- Geral de Minas e Serviços geológicos» (1948–1952), «Boletim de Minas» (з 1963 року).